# Núcleo Terco
Núcleo Terco és un grup de rock proletari i música Oi!, en actiu d'ençà el 2002, data en què van publicar Directo des de La Lavanderia, gravat en directe en un centre social del barri madrileny de Vallecas en suport a uns presos polítics comunistes i antifeixistes. El segon disc es va editar també el 2002 amb el nom de Stalingrado 1943. A continuació vindria Abriendo fuego, publicat l'octubre de 2003. El març de 2008 va sortir a la venda el quart disc de la banda, titulat La Comisión de la Estaca. A finals de l'any 2012 van publicar dos temes solts en vinil: «Comité de sangre de Vallekas» i «Leningrad Rockers».
Després de molts canvis en la banda i una breu aturada, l'agost de 2014 van presentar el cinquè treball, Terco. El 2016 va aparèixer A Martillazos, gravat als estudis Corleone per Mr. Chifly d'Habeas Corpus i produït per Potencial Hardcore.

## Discografia
- Directo desde La Lavandería (Street Culture Records, 2002)

- Stalingrado 1943 (Street Culture Records, 2002)

- Abriendo fuego (Potencial Hardcore, 2003)

- La Comisión de la Estaca (Mai Morirem / Red Star 73, 2008)

- Leningrad Rockers (Potencial Hardcore, 2013)
- Europa sangra (compartit amb RPG-7, Conflicte i Cor Fort, Potencial Hardcore, 2014)

- Terco (Potencial Hardcore, 2014)

- A Martillazos (Potencial Hardcore, 2016)
- Odio Ideológico (Potencial Hardcore, 2019)[2]